# 南平郡 (西晋)
南平郡，中国西晉到南朝設置的一個郡。

## 建置沿革
晋武帝太康元年（280年），灭吴，改吳之南郡為南平郡，屬荊州。下辖江安县（三国时公安县，今湖北省公安县西北）、作唐县（今湖南省安乡县安全乡槐树村）、孱陵县（今湖北省公安县西）、南安县（今湖南省华容县），郡治作唐县，后迁治江安县。晋惠帝永寧元年（301年），徙封南平王司馬祥為宜都王，改南平國為南平郡。晋元帝建武元年（317年），复治作唐。
南梁晚期，南平郡為王琳所佔據。梁宣帝大定四年（558年），南平郡為蕭詧所攻佔。陳文帝天嘉元年（560年），分荊州之天門、義陽、南平，郢州之武陵四郡，置武州。天嘉二年（561年）四月，分武州之南平郡，荊州之宜都、羅、河東三郡，置南荊州。七月，陳軍擊敗北周將領賀若敦，南平郡由梁入陳。
隋文帝开皇九年（589年）滅陳，废南平郡，其地屬松州。

## 大事紀
- 晉元帝太興三年（320年），南平郡山崩，出雄黃數千斤。[5]
- 宋文帝元嘉二十年（443年）五月，白燕集於南平郡府之內，南平內史臧綽告於皇帝。[6]
- 宋孝武帝大明元年（457年）四月甲申，白鹿見於南平。[7]

## 人口
- 晉武帝太康三年（282年），南平郡有7000戶。[8]
- 宋孝武帝大明八年（464年），南平郡有12392戶，45049口。[9]

## 行政長官

### 南平內史（？—301年）
- 王矩，字令式，長沙人，晉惠帝時在任。[10]

### 南平太守（301年—406年）
- 王矩，字令式，長沙人，晉惠帝時在任。[11]
- 應詹，字思遠，汝南南頓人，晉惠帝時在任。[12]
- 夏侯承，晉明帝時在任。[12]
- 陶稱，鄱陽人，東晉時在任。[13]
- 留叔先，晉朝時在任。[14]
- 桓石虔，谯国龙亢人，晉孝武帝太元三年（378年）到六年（381年）在任。[15]
- 郭銓，晉孝武帝時在任。[15]
- 王敬弘，琅邪臨沂人，晉孝武帝時在任。[16]
- 馮該，楚武悼帝（404年）時在任。[17]
- 王鎮之，字伯重，琅邪臨沂人，晉安帝時在任。[18]

### 南平相（406年—412年）
- 謝純，字景懋，陳郡陽夏人，晉安帝時在任。[19]

### 南平太守（412年—439年）
- 宗臧，南陽涅陽人，晉安帝時在任。[20]
- 檀範之，晉安帝義熙十一年（415年）在任。[21]
- 謝世猷，陳郡陽夏人，宋文帝元嘉三年（426年）由謝晦任命。[22]

### 南平內史（439年—478年）
- 臧綽，宋文帝元嘉二十年（443年）在任。[6]
- 臧質，字含文，東莞莒人，宋文帝元嘉二十七年（450年）除，未就任。[23]
- 竺超民，宋孝武帝元嘉三十年（453年）出任。[24]
- 王景文，琅邪臨沂人，宋前廢帝大明八年（464年）出任。[25]

### 南平內史（483年—495年）
- 袁彖，字偉才，陳郡陽夏人，齊武帝時在任。[26]
- 張欣泰，字義亨，竟陵人，齊武帝永明八年（490年）在任。[27]
- 曹虎，字士威，下邳下邳人，齊武帝永明八年（490年）到十一年（493年）在任。[28]
- 張稷，字公喬，吳郡人，齊海陵王時（494年）在任。[29]

### 南平太守（495年—518年）
- 柳忱，字文若，河東解人，齊和帝中興元年（501年）在任。[30]

### 南平內史（518年—561年）
- 王褒，字子淵，琅邪臨沂人，梁元帝太清五年（551年）到六年（552年）在任。[31]

### 南平太守（561年—573年）
- 陸子才，吳郡吳人，南朝陳時在任。[32]

## 國主

### 西晉南平國（？—301年）
| 南平國（？—301年） |        |    |        |          |          |
| 代數               | 封爵   | 謚 | 姓名   | 在位時間 | 備註     |
| 1                  | 南平王 |    | 司馬祥 | ？—301年 | 司馬晏子 |

### 東晉南平國（406年—412年）
| 南平國（406年—412年）        |              |    |      |             |      |
| 以匡復晉室之功封，食邑5000戶 |              |    |      |             |      |
| 代數                         | 封爵         | 謚 | 姓名 | 在位時間    | 備註 |
| 1                            | 南平郡開國公 |    | 劉毅 | 406年—412年 |      |
| 伏誅，國除                   |              |    |      |             |      |

### 南朝宋南平國（439年—478年）
| 南平國（439年—478年）丨食邑2000戶→3000戶 |          |      |        |             |              |
| 代數                                     | 封爵     | 謚   | 姓名   | 在位時間    | 備註         |
| 1                                        | 南平郡王 | 穆王 | 劉鑠   | 439年—453年 | 宋文帝第四子 |
| 2                                        | 南平郡王 | 懷王 | 劉敬猷 | ？—465年    | 劉鑠長子     |
| 3                                        | 南平郡王 |      | 劉子產 | 465年—466年 | 劉鑠兄子     |
| 4                                        | 南平郡王 |      | 劉宣曜 | 469年—471年 | 劉鑠弟子     |
| 5                                        | 南平郡王 |      | 劉伯玉 | 473年—478年 | 劉嶷第二子   |

### 南朝齊南平國（483年—494年）
| 南平國（483年—494年）丨食邑2000戶 |          |    |      |             |                |
| 代數                              | 封爵     | 謚 | 姓名 | 在位時間    | 備註           |
| 1                                 | 南平郡王 |    | 蕭銳 | 483年—494年 | 齊高帝第十五子 |

### 南朝齊南平國（494年—495年）
| 南平國（494年—495年）/邵陵國（495年—502年） |                   |    |        |             |              |
| 代數                                        | 封爵              | 謚 | 姓名   | 在位時間    | 備註         |
| 1                                           | 南平郡王→邵陵郡王 |    | 蕭寶攸 | 494年—502年 | 齊明帝第九子 |

### 南朝梁南平國（518年—587年）
| 建安國（502年—518年）/南平國（518年—587年）\|食邑2000戶→3000戶 |                   |        |      |             |              |
| 代數                                                           | 封爵              | 謚     | 姓名 | 在位時間    | 備註         |
| 1                                                              | 建安郡王→南平郡王 | 元襄王 | 蕭伟 | 502年—533年 | 梁文帝第八子 |
| 2                                                              | 南平嗣王          | 靖節王 | 蕭恪 | ？—552年    | 蕭伟子       |
| 3                                                              | 南平蕃王          |        | 蕭翼 | 後梁時      | 蕭恪子       |

### 南朝陳南平國（573年—578年）
| 南平國（573年—578年）           |              |    |        |             |      |
| 以伐齊之功封，食邑2500戶→3500戶 |              |    |        |             |      |
| 代數                            | 封爵         | 謚 | 姓名   | 在位時間    | 備註 |
| 1                               | 南平郡開國公 |    | 吳明徹 | 573年—578年 |      |
| 入周，國除                      |              |    |        |             |      |

### 南朝陳南平國（583年—589年）
| 南平國（583年—589年） |          |    |      |             |              |
| 代數                  | 封爵     | 謚 | 姓名 | 在位時間    | 備註         |
| 1                     | 南平郡王 |    | 陳嶷 | 583年—589年 | 陳後主第二子 |